# RideLondon Classic 2017
La RideLondon Classic 2017 fou la 6a edició de la RideLondon Classic, una cursa ciclista d'un sol dia que es disputà pels voltants de Londres el 30 de juliol de 2017. Formava part del calendari UCI World Tour 2017 sent la primera vegada que la cursa formava part del calendari mundial, després que en anys anteriors hagués format part del calendari de l'UCI Europa Tour.
El vencedor final fou el noruec Alexander Kristoff (Katusha-Alpecin), que s'imposà a l'esprint al danès Magnus Cort Nielsen (Orica-Scott) i a l'australià Michael Matthews (Team Sunweb), segon i tercer respectivament.

## Equips
| WorldTeams (13)- Bora-Hansgrohe - BMC Racing Team - Cannondale-Drapac - Lotto-Soudal - Lotto NL-Jumbo - Katusha-Alpecin - Sky - Quick-Step Floors - Team Sunweb - Trek-Segafredo - UAE Team Emirates - Dimension Data - Orica-Scott Equips continentals professionals (8)- Androni Giocattoli - Aqua Blue Sport - CCC Sprandi Polkowice - Israel Cycling Academy - Caja Rural-Seguros RGA - Wanty-Groupe Gobert - Sport Vlaanderen-Baloise - Wilier Triestina-Selle Italia |
| |

## Classificació
| \| Classificació general \| Classificació general \| Classificació general \| Classificació general \| Classificació general \| \| Corredor \| Corredor \| Equip \| Temps \| \| \| --------------------- \| --------------------- \| ---------------------- \| --------------------- \| --------------------- \| \| 1r \| Alexander Kristoff \| Katusha-Alpecin \| 4h 05' 41" \| \| \| 2n \| Magnus Cort Nielsen \| Orica-Scott \| + 0" \| \| \| 3r \| Michael Matthews \| Team Sunweb \| + 0" \| \| \| 4t \| Sep Vanmarcke \| Cannondale-Drapac \| + 0" \| \| \| 5è \| Wouter Wippert \| Cannondale-Drapac \| + 0" \| \| \| 6è \| Jean-Pierre Drucker \| BMC Racing Team \| + 0" \| \| \| 7è \| Zakkari Dempster \| Israel Cycling Academy \| + 0" \| \| \| 8è \| Sam Bennett \| Bora-Hansgrohe \| + 0" \| \| \| 9è \| Rudy Barbier \| AG2R La Mondiale \| + 0" \| \| \| 10è \| Oliver Naesen \| AG2R La Mondiale \| + 0" \| \| |                     |                        |            |
| |                     |                        |            |
| Font: ProCyclingStats |                     |                        |            |
| Classificació general |                     |                        |            |
| Corredor | Corredor            | Equip                  | Temps      |
| 1r | Alexander Kristoff  | Katusha-Alpecin        | 4h 05' 41" |
| 2n | Magnus Cort Nielsen | Orica-Scott            | + 0"       |
| 3r | Michael Matthews    | Team Sunweb            | + 0"       |
| 4t | Sep Vanmarcke       | Cannondale-Drapac      | + 0"       |
| 5è | Wouter Wippert      | Cannondale-Drapac      | + 0"       |
| 6è | Jean-Pierre Drucker | BMC Racing Team        | + 0"       |
| 7è | Zakkari Dempster    | Israel Cycling Academy | + 0"       |
| 8è | Sam Bennett         | Bora-Hansgrohe         | + 0"       |
| 9è | Rudy Barbier        | AG2R La Mondiale       | + 0"       |
| 10è | Oliver Naesen       | AG2R La Mondiale       | + 0"       |